# 浅田次郎
浅田 次郎（あさだ じろう、本名：岩戸 康次郎〈いわと こうじろう〉、1951年12月13日 - ）は、日本の小説家。
中央大学杉並高等学校卒業。陸上自衛隊に入隊、除隊後はアパレル業界など様々な職につきながら投稿生活を続け、1991年、『とられてたまるか!』でデビュー。悪漢小説作品を経て、『地下鉄に乗って』で吉川英治文学新人賞、『鉄道員』で直木賞を受賞。時代小説の他に『蒼穹の昴』、『中原の虹』などの清朝末期の歴史小説も含め、映画化、テレビドラマ化された作品も多い。
2011年から2017年に日本ペンクラブ会長。2013年には、柴田錬三郎賞、山本周五郎賞選考委員、2022年現在、直木賞選考委員。

## 来歴
9歳まで東京都中野区鍋屋横丁（旧・上町）で育ち、以後、都内を転々とすること18回。エッセイやメディアなどでは神田出身とも述べている。母の実家は奥多摩の御岳山（みたけさん）の宮司を務めていた。家業はカメラ屋だった。生家は神田で喫茶店を営んでいた（バブル期に閉店）。戦後のどさくさにまぎれて闇市で父が一旗上げて成金になり、父の見栄で杉並区の私立のミッションスクールに運転手付きの外車で通い（電車通学もした）、メイドがいる裕福な家庭で育った。 9歳の時に家が破産、両親は離婚し、母は失踪、しばらくの間、親類に引き取られた。間もなく、母に兄と浅田を引き取る目処がつき3人暮らしが始まり、貧しいながらも駒場東邦中学校を受験し、第11期生として入学したが、読書の時間が取れないことを理由に高校1年の時に同校を去り、2学年より中央大学杉並高等学校へ転入し、1970年（昭和45年）に同校を卒業（5期生）。13歳の時に集英社の『小説ジュニア』に初投稿して以降、数々の新人賞に応募と落選を続け、30歳ぐらいの時に群像新人賞の予選を初めて通過した（最終選考には残らなかった）。

## 人物
エッセイなどでは、自身を「ハゲ、デブ、メガネ」と表現する。20代半ば頃から進行し始め、30歳で抵抗を諦めた “ハゲ”を気にしており、夏の外出時にはパナマ帽を被る。頭囲が62cmあるが、それに合う大きさの帽子は国内ではほとんど取り扱われておらず、自分の頭の大きさを気にしている。40歳を過ぎてから近視になり、眼鏡をかけるようになった 。
自宅では、執筆時に限らずあぐらで過ごすことが多く、飛行機や長距離電車に乗った時もあぐらをかく。あぐらをかくのが楽という理由もさることながら、体型の問題もあり、日頃から着物を着る習慣があるが、いかにも「物書き」という着物姿で近所を歩くのは恥ずかしいため、コンビニなどに行く時は着替えるという。
祖先は武士で、家柄は譜代関宿藩の御馬廻役300石であったらしいが、祖父母は関東大震災と東京大空襲で2度焼け出され、古い習わしで幼少期にもみ上げを長く伸ばしていたことや、「御一新の折にはひどい目をついた」という口伝や祖父の口癖以外に家紋も伝承もなく、証拠がないという。父と兄が揃って「テキトーに」家紋を決めたため、浅田自身も紋付き袴を仕立てる時に著作『輪違屋糸里』に因んで、二ツ輪違いに決めたという。
祖母は祖父と結婚する前は向島の芸者だったという。河竹黙阿弥の芝居を好んだこの祖母に歌舞伎の観覧によく連れて行かれ、その影響で、黙阿弥を文学の神様のように信奉するようになったが、どういう作家が好きかと問われると、シェイクスピア、谷崎潤一郎、柴田錬三郎……など次々と浮かんできても決められないという。
原稿を書くことについてはマメだが、手紙などは「医者の不養生」ならぬ「作家の筆無精」とも言えるほどで苦手である。
趣味は買い物、読書、競馬。下戸で、愛煙家だったが、2020年時点では禁煙している 。
子供の頃から読書好きで、小学生の頃から図書館で借りた本をその日のうちに読み終えて翌日に返却するというパターンになって以来、1日1冊の読書が生活になった、いわゆる活字中毒である。1日4時間は読書タイムと決めており、この時間を削るくらいなら、寝るのをやめると言うほど読書が好きである。読む本がなくなったらどうしようという恐怖感が働くため、旅先にも必ず滞在日数分の本を持っていく。気に入った物語に出会うと読むだけでは飽き足らず、学校から帰ると遊びに行くでもなく作品を原稿用紙に書き写して文章力の向上を図り、時には自分好みの結末に改竄したりもしていたほど、小説という虚構の世界が好きだった。
風呂及びサウナを良く好み、サウニストを自負する。一時期は、鞄に常に手拭いと石けん箱を入れ、いつでも銭湯に行けるよう持ち歩いていた。
大の競馬好きとして知られる。競馬予想家として生活し、競馬の収入と小説の収入が拮抗していた時期もあり、この方面に関するエッセイも多数ある。父がティンバーカントリー、母がブライアンズタイム産駒のスカイワード号、及びライブインベガス号という名の馬も持っていた。芦毛のメダイヨン号は現役引退後に京都・上賀茂神社の神馬「六代目神山号」となっている。実父の葬儀当日など限られた日を除いて週末は競馬場へ通う。自ら、自衛隊除隊後は「ほぼ競馬場に皆勤賞」と語るほど。しかも全国で開催されている全レースの馬券を買い求めるという。
競馬に限らずラスベガスには、健康体を保つために義務として年に1回、権利として年に2回、……、叶うなら年に5回は行きたいというほど、ギャンブルが好きである。
動物好きで、あわや保健所行きとなりかけた犬や捨て猫など、多い時には最大で13匹の犬猫を飼っていたことがある。家族同然である彼らを「ペット」と呼ぶことに抵抗があり、「飼う」という表現も好まない 。しかしながら、動物を題材とした作品は少なく、愛猫に死なれた女性と神獣・獬（シエ）との奇妙な生活を描いた短編「獬（シエ）」（『姫椿』所収）ぐらいしかなく、浅田自身は同作を失敗作とは言わないまでも書いたことを悔やんでおり、“こういうかわいそうな小説は二度と書くまい”と思ったという。また、『民子』で描かれた、かつて一緒に暮らしていた元野良猫の「斎藤民子」のように、動物たちは浅田家の血縁ではないとの考えから、名前だけでなく名字も与える。民子とのエピソードは、マルハペットフードの創立10周年記念にCMとして映像化された。
乗り物酔いしやすい性質で、遊園地のアトラクション、スキー場のゴンドラ、飛行機のファースト・クラス、自衛官時代には装甲車内でも嘔吐した経験がある。40代頃から、多少改善したという。
2008年の夏に狭心症と診断され、ステント留置手術を受けて以来、禁煙、減量、食事のカロリー制限などを申し渡された が、なかなか守られていない。

## 執筆スタイル・作風
400字詰めの原稿用紙に万年筆で、おびただしい種類の辞書に囲まれた書斎で文机にあぐらというスタイルで執筆する。
原稿用紙は、駒形の舛屋（満寿屋）製のもので、中学生の頃に日本近代文学館で見た川端康成の自筆原稿が格好よいと感じ入ったためである。数ある原稿用紙の中から、三島由紀夫と同じ「赤罫」を用いるようになった。最初にその原稿用紙を買ったのは、自衛隊除隊後に貰った退職金でだった。職業作家としてやって行けるという自信を持った時、舛屋に依頼して用紙の左隅に「浅田次郎用箋」と入れてもらった特製の原稿用紙で執筆を始めた。
400字詰めの原稿用紙でなければ字が書けないという珍しい性質の持ち主で、子供の頃から、授業は面白く聴き学問も嫌いではなかったが、ノートを取るという作業ができず、提出を求められた際には友達から借りたノートを徹夜で丸写ししていたという。以上の性質から、作品の構想をメモに書き留めるということも出来ず、思いついたアイディアは、以前はその場で頭の中で書き始め、後で原稿用紙に書き写すという作業をしていたが、一度すっぽりと忘れてしまったことがあり、家人や秘書、編集者がいれば、彼らに話しておくようになった。
常に複数の連載を掛け持ちし、その合間に短編小説やエッセイの依頼も受け、ワーカホリックな一面もあるが、急病も含め、いまだに連載原稿を落としたことがない。
「小説の大衆食堂」を自称、「書くのは最大の道楽」と語る。現代小説では「平成の泣かせ屋」の異名を持ち、人情味あふれる作風に特徴がある。
自衛隊時代の経験を元に執筆した『歩兵の本領』、祖先が武士であることから時代小説も多く書いており、『壬生義士伝』などの新撰組を材に求めた作品のほか、人間の不変さを描いたという『お腹召しませ』などの作品がある。東京人であることにこだわっているが、ダイナミックな変化により町名の変更など過去を振り捨てて発展する東京のあり方には疑問を持っている。新宿が好きだと言い、『角筈にて』など小説の舞台になることも多い。しかし、かつては悪い思い出が多すぎるためあまり行かなかったという。
暴力団・窃盗犯などのアウトローに対し、ユーモアやペーソスを交えながら、肯定的に描くことが多い。
ヘビースモーカーであり、エッセイ「勇気凛凛ルリの色」のシリーズにて、「喫煙権について」などの稿で、喫煙者の立場から喫煙の権利を訴えている。また前述の競馬以外にもギャンブル全般が趣味で、カジノを題材にした『オー・マイ・ガアッ!』といった小説や、『カッシーノ!』などのエッセイがある。
作品の舞台については、各種資料で調査しているが、現地を訪れることなく書かれた作品も多い（「鉄道員」『蒼穹の昴』など）。現地を見ないで書いた方が、ロマンのある作品になるともいう。
日本航空の機内誌『SKYWARD』に毎月連載されているエッセイ「つばさよつばさ」では他作品の作風とは異なり、土産のキャビアが想像以上に高額だったことに愕然とする話・鹿児島市で名物の白くま（本人曰く「生しろくま」）を食べ損ねた話（後に再び現地へ赴き賞味を果たす）・楽勝だと思って始めた朝カレーダイエットに思わぬ苦慮をさせられる話など、作者の普段の生活をユーモアを交えて紹介している。

## 受賞歴
- 1995年 - 『地下鉄に乗って』で第16回吉川英治文学新人賞[66]
- 1997年 - 『鉄道員』で第117回直木三十五賞、第16回日本冒険小説協会大賞（特別賞）[66]
- 2000年 - 『壬生義士伝』で第13回柴田錬三郎賞、ベストドレッサー賞
- 2006年 - 『お腹召しませ』で第1回中央公論文芸賞、第10回司馬遼太郎賞
- 2008年 - 『中原の虹』で第42回吉川英治文学賞
- 2010年 - 『終わらざる夏』で毎日出版文化賞
- 2013年 - 『一路』で第3回本屋が選ぶ時代小説大賞
- 2015年 - 紫綬褒章[67]
- 2016年 - 『帰郷』で第43回大佛次郎賞[68]
- 2019年 - 第67回菊池寛賞[69]
- 2020年 - 第9回日本歴史時代作家協会賞（功労賞）

## 作品一覧

### 長編小説

#### きんぴかシリーズ
- 『きんぴか』（1992年1月、天山出版 Tenzan novels / 1995年、Hiten novels【復刊】）
  - （改題）『三人の悪党』（1998年9月、光文社カッパ・ノベルス）のち光文社文庫
- 『きんぴか2 気分はピカレスク』（1993年2月、飛天ノベルス）
  - （改題）『血まみれのマリア』（1998年10月、光文社カッパ・ノベルス）のち光文社文庫
- 『きんぴか3 ピカレスク英雄伝』（1994年2月、Hiten novels）
  - （改題）『真夜中の喝采』（1998年11月、光文社カッパ・ノベルス）のち光文社文庫
- 『きんぴか』（三部作ノーカット完全収録）（1996年、光文社）のち飛天文庫

#### 『プリズンホテル』シリーズ
- プリズンホテル・夏（1993年、徳間書店）のち集英社文庫
- プリズンホテル・秋（1994年、徳間書店）のち集英社文庫
- プリズンホテル・冬（1995年、徳間書店）のち集英社文庫
- プリズンホテル・春（1997年、徳間書店）のち集英社文庫

#### 天切り松 闇がたりシリーズ
- 『天切り松 闇がたり』（1996年7月、徳間書店）のち集英社文庫
- 『天切り松 闇がたり 残侠』（1999年9月、集英社）のち文庫
- 『天切り松 闇がたり 初湯千両』（2002年、集英社）のち文庫
- 『天切り松 闇がたり 昭和侠盗伝』（2005年、集英社）のち文庫
- 『天切り松 闇がたり ライムライト』（2014年、集英社）のち文庫

#### 蒼穹の昴シリーズ
- 『蒼穹の昴』（1996年4月、講談社）のち文庫 ISBN 4-06-274891-6
- 『珍妃の井戸』（1997年12月、講談社）のち文庫
- 『中原の虹』（2006 - 2007年、講談社）のち文庫
- 『マンチュリアン・リポート』（2010年、講談社）のち文庫
- 『天子蒙塵』（2016年 - 2018年、講談社）
- 『兵諫』（2021年7月、講談社）

#### ノンシリーズ
- 『日輪の遺産』（1993年8月、青樹社）のち講談社文庫、徳間文庫
- 『地下鉄に乗って』（1994年3月、徳間書店）のち文庫、講談社文庫
- 『活動寫眞の女』（1997年7月、双葉社）のち文庫、集英社文庫
- 『天国までの百マイル』（1998年11月、朝日新聞社 / 2000年10月、朝日文庫 / 2015年8月 講談社文庫 / 2021年4月 朝日文庫〈新装版〉）
- 『シェエラザード』（1999年12月、講談社）のち文庫
- 『壬生義士伝』（2000年4月、文藝春秋）のち文庫
- 『王妃の館』（2001年、集英社）のち文庫
- 『オー・マイ・ガアッ!』（2001年、毎日新聞社）のち集英社文庫
- 『椿山課長の七日間』（2002年、朝日新聞社）のち文庫
- 『輪違屋糸里』（2004年、文藝春秋）のち文庫
- 『憑神』（2005年、新潮社）のち文庫
- 『ハッピー・リタイアメント』（2009年、幻冬舎）のち幻冬舎文庫
- 『終わらざる夏』（2010年、集英社）のち集英社文庫
- 『一刀斎夢録』（2011年、文藝春秋）のち文春文庫
- 『降霊会の夜』（2012年、朝日新聞出版）の[朝日文庫
- 『赤猫異聞』（2012年8月、新潮社）のち新潮文庫
- 『一路』（2013年、中央公論新社）のち中公文庫
- 『黒書院の六兵衛』（2013年、日本経済新聞出版社）のち文春文庫
- 『神坐す山の物語』（2014年、双葉社）のち双葉文庫
  - 『完本 神坐す山の物語』（2024年6月、双葉社）[70]
- 『ブラックオアホワイト』（2015年、新潮社）のち新潮文庫
- 『わが心のジェニファー』（2015年、小学館）のち小学館文庫(2018年10月)
- 『おもかげ』（2017年、毎日新聞出版）のち講談社文庫(2020年11月)
- 『長く高い壁 The Great Wall』（2018年、KADOKAWA）のち角川文庫(2021年2月)
- 『大名倒産』（2019年、文藝春秋）のち文春文庫(2022年9月)
- 『流人道中記』（2020年、中央公論新社）のち中公文庫(2023年2月)
- 『母の待つ里』（2022年、新潮社 / 2024年7月、新潮文庫）

### 短編集
- 『鉄道員（ぽっぽや）』（1997年4月、集英社）のち文庫
  - 鉄道員
  - ラブ・レター
  - 悪魔
  - 角筈にて
  - 伽羅
  - うらぼんえ
  - ろくでなしのサンタ
  - オリヲン座からの招待状
- 『月のしずく』（1997年10月、文藝春秋）のち文庫
  - 月のしずく
  - 聖夜の肖像
  - 銀色の雨
  - 瑠璃想
  - 花や今宵
  - ふくちゃんのジャック・ナイフ
  - ピエタ
- 『見知らぬ妻へ』（1998年5月、光文社）のち文庫
  - 踊子
  - スターダスト・レビュー
  - かくれんぼ
  - うたかた
  - 迷惑な死体
  - 金の鎖
  - ファイナルラック
  - 見知らぬ妻へ
- 『霞町物語』（1998年8月、講談社）のち文庫
  - 霞町物語
  - 夕暮れ隧道[注 7]
  - 青い火花[注 8]
  - グッバイ・Dr.ハリー
  - 雛の花[注 9]
  - 遺影
  - すいばれ
  - 卒業写真
- 『薔薇盗人』（2000年8月、新潮社）のち文庫
  - あじさい心中
  - 死に賃
  - 奈落
  - 佳人
  - ひなまつり
  - 薔薇盗人
- 『姫椿』（2001年1月、文藝春秋）のち文庫
  - 獬（シエ）
  - 姫椿
  - 再会
  - マダムの咽仏
  - トラブル・メーカー
  - 永遠の緑
  - オリンポスの聖女
- 『歩兵の本領』（2001年、講談社）のち文庫
  - 若鷲の歌
  - 小村二等兵の憂鬱
  - バトルライン
  - 門前金融
  - 入営
  - シンデレラ・リバティー
  - 脱柵者
  - 越年歩哨
  - 歩兵の本領
- 『沙高樓綺譚』（2002年、徳間書店）のち文春文庫
  - 小鍛治
  - 糸電話
  - 立花新兵衛 只今負かり越し候
  - 百年の庭
  - 雨の世の刺客
- 『五郎治殿御始末』（2003年、中央公論新社）のち文庫、新潮文庫
  - 椿寺まで
  - 箱舘証文
  - 西を向く侍
  - 遠い砲音
  - 柘榴坂の仇討
  - 五郎治殿御始末
- 『霧笛荘夜話』（2004年、角川書店）のち文庫
  - 港の見える部屋
  - 鏡のある部屋
  - 朝日のあたる部屋
  - 瑠璃色の部屋
  - 花の咲く部屋
  - マドロスの部屋
  - ぬくもりの部屋
- 『お腹召しませ』（2006年、中央公論新社）のち文庫
  - お腹召しませ
  - 大手三之御門御与力様失踪事件之顚末
  - 安藝守様御難事
  - 女敵討
  - 江戸残念考
  - 御鷹狩
- 『あやしうらめしあなかなし』（2006年、双葉社）のち文庫
  - 赤い絆
  - 虫篝
  - 骨の来歴
  - 昔の男
  - 客人
  - 遠別離
  - お狐様の話
- 『月下の恋人』（2006年、光文社）のち文庫
  - 情夜
  - 告白
  - 適当なアルバイト
  - 風蕭蕭
  - 忘れじの宿
  - 黒い森
  - 回転扉
  - 同じ棲
  - あなたに会いたい
  - 月下の恋人
  - 冬の旅
- 『月島慕情』（2007年、文藝春秋）のち文庫
  - 月島慕情
  - 供物
  - 雪鰻
  - インセクト
  - 冬の星座
  - めぐりあい
  - シューシャインボーイ
- 『夕映え天使』（2008年12月、新潮社） のち文庫
  - 夕映え天使
  - 切符
  - 特別な一日
  - 琥珀
  - 丘の上の白い家
  - 樹海の人
- 『草原からの使者―沙高樓綺譚』（2012年 徳間文庫）のち文春文庫
  - 宰相の器
  - 終身名譽會員
  - 草原からの使者
  - 星條旗よ永遠なれ
- 『獅子吼』文藝春秋 2016
  - 獅子吼
  - 帰り道
  - 九泉閣へようこそ
  - うきよご
  - 流離人
  - ブルー・ブルー・スカイ
- 『帰郷』集英社 2016 のち文庫
  - 歸鄕
  - 鉄の沈黙
  - 夜の遊園地
  - 不寝番
  - 金鵄のもとに
  - 無言歌

### エッセイ・体験記

#### 勇気凛凛ルリの色シリーズ
- 『勇気凛凛ルリの色』（1996年、講談社）のち文庫
- 『勇気凛凛ルリの色2 四十肩と恋愛』（1997年、講談社）のち文庫
- 『福音について 勇気凛凛ルリの色』（1998年、講談社）2001年、講談社文庫 ISBN 4-06-273062-6
- 『満天の星 勇気凛凛ルリの色』（1999年、講談社）のち文庫

#### カッシーノシリーズ
- 『カッシーノ!』（2003年、ダイヤモンド社）のち幻冬舎文庫
- 『カッシーノ!2 アフリカ・ラスベガス編』（2004年、ダイヤモンド社）のち幻冬舎文庫

#### 旅エッセイシリーズ
- 『つばさよつばさ』（2007年、小学館）のち文庫、集英社文庫
- 『アイム・ファイン！』（2010年、小学館）のち文庫、集英社文庫
- 『パリわずらい 江戸わずらい』（2014年、小学館）のち文庫
- 『竜宮城と七夕さま』（2017年、小学館）のち文庫
- 『見果てぬ花』（2020年、小学館）のち文庫
- 『アジフライの正しい食べ方』（2024年、小学館）

#### ノンシリーズ
- 『勝負の極意』（1997年、幻冬舎アウトロー文庫）
- 『競馬どんぶり 語り下ろし必勝競馬エッセイ』（1999年、マガジン・マガジン）のち幻冬舎アウトロー文庫
- 『待つ女 浅田次郎読本』（2002年、朝日新聞社）
- 『僕は人生についてこんなふうに考えている』（2003年、海竜社）のち新潮文庫
- 『ひとは情熱がなければ生きていけない』（2004年、海竜社）のち講談社文庫
- 『浅田次郎とめぐる中国の旅』（2008年、講談社） - 著・監修
- 『ま、いっか。』（2009年、集英社）のち文庫
- 『大人の実力』（2009年、海竜社） - 過去のエッセイより抜粋
- 『君は嘘つきだから、小説家にでもなればいい』（2011年、文藝春秋）のち文庫
- 『人間の縁（えにし）―浅田次郎の幸福論』（2012年、海竜社） - 過去のエッセイより抜粋
- 『かわいい自分には旅をさせよ』（2013年、文藝春秋） - 小説「かっぱぎ権左」収録

### その他
極道実録関係
- 極道放浪記
  - 『とられてたまるか!』（1991年、学研）
    - 【改題】極道放浪記 殺られてたまるか!（1994年、ベストセラーシリーズ）

  - 『極道放浪記2 相棒（バディ）への鎮魂歌（レクイエム）』（1995年、ベストセラーシリーズ）
- 『競馬の達人“億への細道"がいま目の前にある!! 「オレは競馬で食ってるぞ」闇の馬券師がバラした仰天必勝法』（1992年、ベストブック）
- 『極道界 あなたの隣のコワイお兄さんたち』（1993年、イースト文庫）
- 『初等ヤクザの犯罪学教室』（1993年、ベストセラーズ、ワニの本）のち幻冬舎文庫

その他
- 『サイマー!』（2000年、集英社）のち文庫
- 『絶対幸福主義』（2000年、徳間書店）のち文庫
- 『民子』（2001年、角川書店）
- 『浅田次郎新選組読本』（2004年、文藝春秋）
- 『歴史・小説・人生』（2005年、河出書房新社） - 対談集
- 『すべての愛について』（2006年、河出書房新社） - 対談集
- 『浅田次郎と歩く中山道―『一路』の舞台をたずねて』（2013年、中央公論新社） - 著・監修
- 『世の中それほど不公平じゃない』（2013年、集英社）
  - 『週刊プレイボーイ』2012年19・20合併号 - 2013年33・34合併号、全63回掲載された、読者からの人生の悩みに対し、門弟の担当編集者・太朗とともに語り合う形式のコラム「人生劇場」の書籍化。浅田の過去作についての裏話なども語られている。人生相談をせず、馬主でもある浅田がただ競馬場に行っているだけの回もあった。
- 『猫のはなし』（2013年、角川文庫） - 猫を主題とするアンソロジー、「たみこ」「ポスト」「キャラとトモコ」を収録
- 『天切り松読本』（2014年、集英社文庫） - 「天切り松 闇がたり」シリーズの解説、インタビューなど
- 『日本の「運命」について語ろう』（2015年、幻冬舎）

### 共著・編
- 『見上げれば星は天に満ちて 心に残る物語―日本文学秀作選』（2005年、文春文庫）※編著
- 『人恋しい雨の夜に』（2006年、光文社） - 編・アンソロジー
- 『いまこそ私は原発に反対します。』 「はじめに」「記憶と記録」、日本ペンクラブ編、平凡社 2012
- 『原発、いのち、日本人』（2013年、集英社新書）-藤原新也、ピーター・バラカン、野中ともよ、谷川俊太郎、辻井喬、想田和弘、レーナ・リンダウ、豊竹英太夫共著
- 『うなぎ 人情小説集』日本ペンクラブ編（選）ちくま文庫 2016

### オーディオブック
- 地下鉄（メトロ）に乗って（2007年11月14日、USEN・ことのは出版）

### 漫画原作
- 落華星（作画：もとはしまさひで、講談社）
- 極道懺悔録（作画：幸野武史、講談社）
- 天切り松 闇がたり（作画：幸野武史、講談社・集英社）
- 鉄道員（作画：ながやす巧、講談社）
- ラブレター（作画：ながやす巧、講談社）
- 壬生義士伝（作画：ながやす巧、角川書店）
- 地下鉄に乗って（作画：もりひのと、講談社）
- プリズンホテル（作画：田中つかさ、リイド社）
- きんぴか（作画：片山誠、集英社）

## メディア化作品

### 映画
| タイトル                     | 公開年月日     | 監督         | 脚本                           | 主な出演者                                                 | 備考                                   |
| ---------------------------- | -------------- | ------------ | ------------------------------ | ---------------------------------------------------------- | -------------------------------------- |
| 極道懺悔録                   | 1998年2月21日  | 望月六郎     | 石川均                         | 松岡俊介、鶴見辰吾、金谷亜未子                             |                                        |
| ラブ・レター                 | 1998年5月23日  | 森﨑東       | 中島丈博                       | 中井貴一、山本太郎、耿忠、根津甚八                         | 原作は『鉄道員』収録の同名作品         |
| 鉄道員（ぽっぽや）           | 1999年6月5日   | 降旗康男     | 岩間芳樹 降旗康男              | 高倉健、大竹しのぶ、広末涼子                               |                                        |
| 天国までの百マイル           | 2000年11月25日 | 早川喜貴     | 田中陽造                       | 時任三郎、大竹しのぶ、羽田美智子、八千草薫                 |                                        |
| 壬生義士伝                   | 2003年1月18日  | 滝田洋二郎   | 中島丈博                       | 中井貴一、三宅裕司、佐藤浩市、中谷美紀                     |                                        |
| パイラン                     | 2003年6月14日  | ソン・ヘソン | ソン・ヘソン アン・サンフン    | チェ・ミンシク、セシリア・チャン                           | 原作は「ラブ・レター」、韓国映画       |
| 地下鉄（メトロ）に乗って     | 2006年10月21日 | 篠原哲雄     | 石黒尚美                       | 堤真一、岡本綾、常盤貴子、大沢たかお                       |                                        |
| 椿山課長の七日間             | 2006年11月18日 | 河野圭太     | 川口晴                         | 西田敏行、伊東美咲、成宮寛貴、和久井映見                   |                                        |
| 憑神（つきがみ）             | 2007年6月23日  | 降旗康男     | 降旗康男 小久保利己 土屋保文   | 妻夫木聡、森迫永依、赤井英和、西田敏行                     |                                        |
| オリヲン座からの招待状       | 2007年11月3日  | 三枝健起     | いながききよたか               | 宮沢りえ、加瀬亮                                           | 原作は『鉄道員』収録の同名作品         |
| 銀色の雨                     | 2009年11月28日 | 鈴井貴之     | 宇山圭子 鈴井貴之              | 賀来賢人、前田亜季、中村獅童                               | 原作は『月のしずく』収録の同名作品     |
| 日輪の遺産                   | 2011年8月27日  | 佐々部清     | 青島武                         | 堺雅人、中村獅童、福士誠治                                 |                                        |
| 柘榴坂の仇討                 | 2014年9月20日  | 若松節朗     | 高松宏伸 飯田健三郎 長谷川康夫 | 中井貴一、阿部寛、広末涼子                                 | 原作は『五郎治殿御始末』収録の同名作品 |
| 王妃の館                     | 2015年4月15日  | 橋本一       | 谷口純一郎 国井桂              | 水谷豊、田中麗奈、吹石一恵                                 |                                        |
| 輪違屋糸里〜京女たちの幕末〜 | 2018年12月15日 | 加島幹也     | 金子成人 門間宣裕 加島幹也     | 藤野涼子、溝端淳平、松井玲奈、佐藤隆太、田畑智子、塚本高史 |                                        |

### Vシネマ（オリジナルビデオ）
| タイトル                               | 放映日         | 監督     | 脚本              | 主な出演者                           | 備考                                     |
| -------------------------------------- | -------------- | -------- | ----------------- | ------------------------------------ | ---------------------------------------- |
| とられてたまるか！                     | 1992年10月9日  | 高橋伴明 | 高橋伴明 上田武郎 | 哀川翔、清水健太郎、浅野愛子         |                                          |
| とられてたまるか！2                    | 1993年8月13日  | 高橋伴明 | 上田武郎          | 哀川翔、清水健太郎、川越美和         |                                          |
| とられてたまるか！完                   | 1994年9月9日   | 高橋伴明 | 上田武郎          | 哀川翔、川越美和、白竜               |                                          |
| 通称！ピスケン                         | 1996年5月10日  | 高橋伴明 | 剣山象            | 哀川翔、金山一彦、村上里佳子         | 原作は『きんぴか』                       |
| ピイナッツ -落華星-                    | 1996年5月17日  | 三池崇史 | 井上鉄勇          | 竹内力、前田耕陽、喜多嶋舞           | 浅田は原案、原作はもとはしまさひでの漫画 |
| プリズンホテル                         | 1997年3月28日  | 福岡芳穂 | 高田純            | 三上大和、広瀬仁美、哀川翔、安岡力也 |                                          |
| 鉄砲玉、散る〜ゲスは殺（と）ったれ！〜 | 1997年10月24日 | 早川喜貴 | 西村孝史          | 哀川翔、草野康太、真弓倫子、でんでん |                                          |

### 舞台
- 地下鉄に乗って - 音楽座ミュージカル ※第三期以降作品
- 天国までの百マイル - 劇団文化座
- 天切り松 闇がたり - 劇団ひまわり
- 王妃の館 － 宝塚歌劇団
- 壬生義士伝 － 宝塚歌劇団
- 蒼穹の昴 － 宝塚歌劇団

### テレビドラマ
| タイトル                                 | 放送局                    | 放送日                            | 演出                  | 脚本                                  | 主な出演者                                                          | 備考                                                                  |
| ---------------------------------------- | ------------------------- | --------------------------------- | --------------------- | ------------------------------------- | ------------------------------------------------------------------- | --------------------------------------------------------------------- |
| 月曜ドラマスペシャル・プリズンホテル     | TBS                       | 1993年12月6日                     | 和田旭                | 竹山洋                                | 古谷一行、中田喜子、芦田伸介                                        |                                                                       |
| 月曜ドラマスペシャル・プリズンホテル2    | TBS                       | 1995年4月3日                      | 和田旭                | 竹山洋                                | 古谷一行、中田喜子、芦田伸介                                        |                                                                       |
| うらぼんえ                               | フジテレビ                | 1998年11月27日                    | 笠置高弘              | 島田淳子 高田静                       | 清水美砂、平幹二朗、伊原剛志                                        | 原作は『鉄道員』収録の同名作品 関西テレビ制作                         |
| 活動寫眞の女                             | NHK BS-2                  | 1999年1月9日 - 2月13日            | 宮崎純 ほか           | 宮村優子                              | 橋龍吾、菊池麻衣子、森口瑤子                                        | 全6話、NHK大阪放送局制作 同年9月に全3話に再編集して地上波で放送された |
| プリズンホテル                           | テレビ朝日                | 1999年4月17日 - 6月19日           | 堤幸彦 ほか           | 成田はじめ                            | 松本明子、井ノ原快彦、武田鉄矢、北村総一朗                          | 全10話、                                                              |
| 角筈（つのはず）にて                     | テレビ東京                | 1999年11月4日                     | 石橋冠                | 松原敏春                              | 西田敏行、竹下景子、柄本明、橋爪功                                  | テレビ東京開局35周年記念番組 原作は『鉄道員』収録の同名作品           |
| 天国までの百マイル                       | テレビ東京                | 2001年4月26日                     | 大山勝美              | 松原敏春                              | 西田敏行、室井滋、風吹ジュン、柄本明                                | テレビ東京21世紀特別企画                                              |
| 聖夜の肖像                               | BS-i                      | 2001年12月23日                    | モモイカオリ          | 寺田敏雄                              | 桃井かおり、岸部一徳、宇崎竜童                                      | 原作は『月のしずく』収録の同名作品                                    |
| 鉄道員 / 青春編                          | テレビ朝日                | 2002年1月2日                      | 出目昌伸              | 松原敏春                              | 岸谷五朗、飯島直子、いかりや長介                                    | 新春ドラマスペシャル                                                  |
| 壬生義士伝〜新選組でいちばん強かった男〜 | テレビ東京                | 2002年1月2日                      | 松原信吾 長尾啓司     | 古田求 田村恵                         | 渡辺謙、高島礼子、内藤剛志、柄本明                                  | 新春ワイド時代劇として放送                                            |
| 恋のエチュード 第27・28話「花や今宵」    | BS日テレ                  | 2003年4月6日                      |                       |                                       | 戸田菜穂、林泰文                                                    | 原作は『月のしずく』収録の同名作品                                    |
| 恋のエチュード 第37話「金の鎖」          | BS日テレ                  | 2003年6月14日                     |                       |                                       | とよた真帆                                                          | 原作は『見知らぬ妻へ』収録の同名作品                                  |
| ラブ・レター                             | テレビ東京                | 2003年6月18日                     | 石橋冠                | 金子成人                              | 西田敏行、余貴美子、いかりや長介                                    | 原作は『鉄道員』収録の同名作品                                        |
| 天切り松 闇がたり                        | フジテレビ                | 2004年7月30日                     | 本木克英              | 金子成人                              | 中村勘九郎、椎名桔平、渡辺謙                                        | 関西テレビ制作                                                        |
| シェエラザード〜海底に眠る永遠の愛〜     | NHK総合                   | 2004年7月31日                     | 吉村芳之              | 鄭義信                                | 反町隆史、小澤征悦、長谷川京子、伊武雅刀                            |                                                                       |
| 恋愛小説                                 | TBS                       | 2006年7月17日                     | 北村龍平              | 尾崎将也                              | 藤原紀香、泉谷しげる、北村一輝                                      | オムニバスドラマ 原作は「月のしずく」                                 |
| もういちど地下鉄に乗って                 | テレビ朝日                | 2006年10月14日                    | 森田空海 ほか         | 立見千香 ほか                         | 岩田さゆり、能世あんな、豊原功補、浅野和之                          | 全4話 映画『地下鉄に乗って』公開記念アナザーストーリー                |
| 輪違屋糸里                               | TBS                       | 2007年9月9日・10日                | 清弘誠                | 竹山洋                                | 上戸彩、中嶋朋子、小田茜                                            |                                                                       |
| 椿山課長の七日間                         | テレビ朝日                | 2009年12月19日                    | 猪原達三              | 後藤法子                              | 石原さとみ、船越英一郎、戸田菜穂、中村俊介                          |                                                                       |
| 蒼穹の昴                                 | NHK BShi                  | 2010年1月 - 7月                   | 汪俊 （ワン・チュン） | 楊海薇 （ヤン・ハイウェイ）           | 余少群（ユィ・シャオチュン） 周一囲（ジョウ・イーウェイ）、田中裕子 | 日中共同制作 同年9月から地上波で放送された                            |
| シューシャインボーイ                     | テレビ東京                | 2010年3月24日                     | 石橋冠                | 鎌田敏夫                              | 西田敏行、柳葉敏郎、安田成美                                        | テレビ東京開局45周年記念番組 原作は『月島慕情』収録の同名作品         |
| 一路                                     | NHK                       | 2015年7月31日 - 9月25日           | 石原興 ほか           | 渡邉睦月                              | 永山絢斗、渡辺大、ミムラ                                            |                                                                       |
| ハッピー・リタイアメント                 | テレビ朝日                | 2015年10月18日                    | 秋山純                | 岡本貴也                              | 佐藤浩市、石黒賢、石田ゆり子                                        |                                                                       |
| きんぴか                                 | WOWOW                     | 2016年2月13日 - 3月12日           | 西浦正記              | 久松真一                              | 中井貴一、ユースケ・サンタマリア、ピエール瀧                        | 連続ドラマW                                                           |
| 琥珀                                     | テレビ東京                | 2017年9月15日                     | 雨宮望                | 岡田惠和                              | 西田敏行、寺尾聰、鈴木京香                                          | 原作は『夕映え天使』収録の同名作品                                    |
| プリズンホテル                           | BSジャパン                | 2017年10月7日 - 12月16日          | 青山貴洋、岡野宏信    | 三浦駿斗、田中智章 青塚美穂、宮本武史 | 田中直樹、柄本明、菅田俊、矢野聖人                                  |                                                                       |
| 黒書院の六兵衛                           | WOWOW                     | 2018年7月22日 - 2018年8月26日     | 李闘士男              | 牧野圭祐                              | 吉川晃司、上地雄輔                                                  | 連続ドラマW                                                           |
| おもかげ                                 | NHK BS4K                  | 2023年3月27日                     | 小林聖太郎            | 吉田康弘                              | 中村雅俊                                                            |                                                                       |
| 母の待つ里                               | NHK BSプレミアム4K NHK BS | 2024年8月16日・23日 9月21日・28日 | 森義隆、阿部修英      | 一色伸幸                              | 中井貴一                                                            | 特集ドラマ                                                            |

### CM
- 民子 - 2000年 マルハペットフード株式会社（現：アイシア株式会社）

## トラブル
函館朝市の店から個人情報が漏れ、カニの「宅配詐欺」被害に遭ったとする内容のエッセイを日本航空の機内情報誌『SKYWARD』2009年12月号に寄稿したが、このエッセイを知った函館朝市協同組合連合会が2009年12月に調査を実施したところ、浅田の家族が朝市の実在する店からの電話を受けカニを注文していたことが判明した。協同組合連合会が浅田に連絡すると、浅田は謝罪したとされる。